# Kaplica św. Marii Magdaleny w Sztokholmie
Kaplica św. Marii Magdaleny w Sztokholmie (szw. Maria Magdalena kapell, Stockholm) – nieistniejąca obecnie katolicka kaplica, położona w miejscu, na którym znajduje się obecnie kościół św. Marii Magdaleny, w sztokholmskiej dzielnicy Södermalm. 

## Historia
Kaplica św. Marii Magdaleny była pierwszą budowlą sakralną w Södermalm, wzniesioną przez króla Magnusa Erikssona po papieskim zezwoleniu z 8 września 1347. Kaplica została przyporządkowana diecezji w Uppsali. W 1352 papież udzielił kaplicy przywileju odpustu; miała być ona używana jako kaplica pogrzebowa dla pochowku ubogich mieszkańców Sztokholmu.
W 1489 kapelan regenta Stena Sture den äldre, Anton Keller podczas wizyty w Rzymie wyjednał u papieża nowy przywilej odpustowy dla kaplicy św. Marii Magdaleny. Odpust ów był najprawdopodobniej potrzebny do pokrycia kosztów związanych z jej renowacją.
Na początku XVI w. kaplica została rozebrana oraz wzniesiona na nowo. Powtórna jej konsekracja miała miejsce w 1514. Rycina z 1524 ukazuje kaplicę jako budowlę o charakterze obronnym, z prezbiterium od wschodu, korpusem z wejściem głównym od strony południowej oraz wieżą zwieńczoną spiczastym hełmem od zachodu. Na północ i północny wschód od kaplicy rozciągały się budynki mieszkalne, podczas gdy cmentarz wydawał się być położony po stronie południowej i wschodniej. Całość założenia otoczona była murem obronnym z bramą wjazdową od południa. W 1527 Riksdag zebrany w Västerås podjął decyzję o wyburzeniu kaplicy, podyktowaną względami strategicznymi. Wyburzenie nie było jednak całkowite; pozostałości wieży kaplicy stały jeszcze w latach 70. XVI w.